# Cecidocharella tucumana
Cecidocharella tucumana är en tvåvingeart som beskrevs av Aczel 1953. Cecidocharella tucumana ingår i släktet Cecidocharella och familjen borrflugor. Inga underarter finns listade.